# Philodendron ushanum
Philodendron ushanum är en kallaväxtart som beskrevs av Thomas Bernard Croat och Moonen. Philodendron ushanum ingår i släktet Philodendron och familjen kallaväxter.
Artens utbredningsområde är Franska Guyana. Inga underarter finns listade.